# فاغنر لوبيز
فاغنر لوبيز(呂 比 須 ワ グ ナ ー) ولد في فرنسا، ساو باولو، البرازيل في 29 يناير 1969 هو لاعب كرة قدم سابق. ولد المهاجم في البرازيل، وهو مواطن ياباني. وكان لوبيز عضوا مهم في نهائيات كأس العالم لكرة القدم 1998 . وقد لعب كمهاجم للعديد من الأندية اليابانية بما في نيسان موتورز،كاشيوا ريسول،هوندا،بيلمار هيراتسوكا،ناغويا غرامبوس.

## روابط خارجية
1. ↑  "معلومات عن فاغنر لوبيز على موقع data.j-league.or.jp". data.j-league.or.jp. مؤرشف من الأصل في 2018-09-21.
2. ↑  "معلومات عن فاغنر لوبيز على موقع transfermarkt.com". transfermarkt.com. مؤرشف من الأصل في 2020-03-22.
3. ↑  "معلومات عن فاغنر لوبيز على موقع data.j-league.or.jp". data.j-league.or.jp. مؤرشف من الأصل في 2018-09-21.

- فاغنر لوبيز على موقع الاتحاد الدولي (مؤرشف)  (الإنجليزية)
- فاغنر لوبيز على موقع رابطة كرة القدم اليابانية للمحترفين (اليابانية)
- فاغنر لوبيز على موقع قاعدة بيانات كرة القدم.إي يو (الإنجليزية)
- فاغنر لوبيز على موقع ليكيب (الفرنسية)
- فاغنر لوبيز على موقع ناشيونال فوتبول تيمز (الإنجليزية)
- فاغنر لوبيز على موقع Soccerway.com (الإنجليزية)
- فاغنر لوبيز على موقع عالم كرة القدم.نت (الإنجليزية)